# Mike Genovese
Mike Genovese (Saint Louis (Missouri), 26 april 1942) is een Amerikaans acteur.

## Biografie
Genovese is getrouwd met actrice Ellen Crawford. Met haar hadden zij samen een rol in de televisieserie ER, in deze televisieserie hadden zij een fictieve relatie en in seizoen 3 trouwden zij ook . 

## Filmografie

### Films
Uitgezonderd korte films.
- 2018 Beyond White Space - als Hawthorne
- 2014 Number Runner - als Michael
- 2013 Finding Neighbors – als Mike
- 2012 Petunia – als David McDougal
- 2008 Redbelt – als deskmedewerker
- 2002 Shteps – als politieagent
- 2001 Harvey's Speech – als Harvey
- 2001 Escaping Jersey – als Rocky
- 1999 Durango Kids – als Tom Walsh
- 1997 After the Game – als Sam Kawalski
- 1997 Executive Target – als rechercheur Smoke
- 1996 Cries of Silence – als J.D. Lynch
- 1996 Oblivion 2: Backlash – als Marshall Stone
- 1995 Crowfoot – als rechercheur Nuzo Pace
- 1994 Dark Angel: The Ascent – als rechercheur Harper
- 1994 Oblivion – als Marshall Stone
- 1993 Moment of Truth: Stalking Back – als rechercheur Gus Polinas
- 1993 Showdown – als agent Spinelli
- 1993 Best of the Best 2 – als Gus
- 1993 Bound by Honor – als sergeant Devereaux
- 1991 Point Break – als Corey
- 1991 Tagteam – als Hatch
- 1989 Harlem Nights –als deskmedewerker
- 1989 Veiled Threat – als Wags
- 1988 Police Story: Monster Manor – als sergeant Dobson
- 1988 The Invisible Kid – als agent Chuck Malone
- 1987 Blind Date – als gevangenisagent
- 1987 On Fire – als Max
- 1986 Jo Jo Dancer, Your Life Is Calling – als Gino
- 1986 Triplecross – als Mike Easler
- 1985 Code of Silence – als Tony Luna
- 1985 Stark – als agent Chalmers
- 1984 Ernie Kovacs: Between the Laughter – als rechercheur
- 1984 The Lost Honor of Kathryn Beck – als sergeant Ornett
- 1983 Eyes of Fire – als ondervrager
- 1983 Risky Business – als man van Rent-All
- 1981 The Marva Collins Story – als Mardesich
- 1981 Take This Job and Shove It – als Marvin
- 1981 Thief – als barkeeper van Green Mill
- 1981 On the Right Track – als Louis
- 1979 The Chisholms – als barkeeper

### Televisieseries
Uitgezonderd eenmalige gastrollen.
- 2018 Boomers - als Al Sutton / Mike Sutton - 14 afl.
- 1994-2000 ER – als politieagent Al Grabarsky – 12 afl.
- 1991-1992 Family Matters – als coach Westfield – 2 afl.
- 1992 Vinnie & Bobby – als Jim Wotowski – 2 afl.
- 1991 Reasonable Doubts – als Holland – 5 afl.
- 1990-1991 The Flash – als Warren Garfield – 17 afl.
- 1989 Jesse Hawkes – als inspecteur Maede – 2 afl.
- 1985 Falcon Crest – als Al Hurley – 8 afl.
- 1985 Berrenger's – als Andy – 2 afl.